# 五角场镇
五角场镇，是中华人民共和国上海市杨浦区已撤销的一个镇，前身为五角场乡，位于区境的北部，介于上海市区内环线与吴淞码头中间。面积8.77平方公里。户籍人口10.15万人（2008年）。
2019年4月22日，上海市人民政府批复，撤销五角场镇建制，设立长海路街道。

## 行政区划
五角场镇撤销前下辖以下居委会：国和路第一居委会、市光居委会、市光路第三居委会、黑山新村居委会、洪东居委会、梅林居委会、虬江居委会、翔殷路四九一弄居委会、梅花村居委会、兰花村居委会、长海居委会、体院居委会、长海一村居委会、长海三村居委会、浣纱三村居委会、浣纱四村居委会、浣纱六村居委会、市京一村居委会、市光路第二居委会、民京路第一居委会、国顺东路二十六弄居委会、中翔居委会、兰新居委会、中原路九十九弄居委会、长海二村居委会、佳木斯路居委会、佳木斯路三一五弄居委会、中农新村居委会、翔殷新村居委会、教师公寓居委会、佳泰居委会、黄兴花园居委会、世界居委会、东方名城居委会、佳龙居委会、黄兴绿园居委会、香阁丽苑居委会、文化佳园居委会、莱茵居委会、盛世豪园居委会、民庆家园居委会、星云居委会、海上硕和城居委会。